# Urodacus macrurus
Espèce
Urodacus macrurus est une espèce de scorpions de la famille des Scorpionidae.

## Distribution
Cette espèce est endémique du Queensland en Australie. Elle se rencontre de Windorah à Almaden.

## Description
Le mâle holotype mesure 94 mm.
Le mâle décrit par Koch en 1977 mesure 94 mm.

## Publication originale
- Pocock, 1899 : « Descriptions of some new species of scorpions. » Annals and Magazine of Natural History, sér. 7, vol. 3, p. 411–420 (texte intégral).